# Todd Johnson
Todd Johnson (* 2. Februar 1972 in Regina, Saskatchewan) ist ein ehemaliger kanadischer Eishockeyspieler, der seit seinem Karriereende als Trainer arbeitet.

## Karriere

### Spieler
Todd Johnson begann seine Laufbahn beim Western-Hockey-League-Club Moose Jaw Warriors. Weitere Saisons spielte er in der WHL für die Kamloops Blazers und die Red Deer Rebels. Danach studierte er an der University of Calgary und spielte ab der Saison 1995/1996 für das Eishockeyteam der Universität, die Calgary Dinos, in der CIAU. 1998 wechselte er für die Play-offs der CHL zu Wichita Thunder.
Zur Saison 1999/2000 wechselte Johnson zum EHC Neuwied und spielte dort bis zur Insolvenz des Vereins. Danach war er bis zum Saisonende für den Drittligisten EV Duisburg aktiv. Die Saison 2000/01 begann er beim Gelsenkirchener EC, ehe die Mannschaft des GEC im Oktober 2000 aufgrund finanzieller Probleme vom Spielbetrieb zurückgezogen wurde. Daraufhin wechselte er innerhalb der Oberliga zum Deggendorfer EC. Bis zum Ende der Saison 2001/02 blieb er beim DEC und absolvierte 90 Oberliga-Partien für den Club.
In der Saison 2002/03 spielte er wieder in den USA für Wichita Thunder, bevor er zur Saison 2003/04 erneut nach Neuwied wechselte, zum damaligen SC Mittelrhein-Neuwied. Nach dem Saisonende beendete er seine Spielerkarriere.

### Trainer
Seit 2010 ist Johnson Assistenztrainer des Western-Hockey-League-Teams Kootenay Ice, mit denen er 2011 den Meistertitel erringen konnte.

## Erfolge und Auszeichnungen
Als Spieler:
- Memorial-Cup-Sieger 1992 mit den Kamloops Blazers
- President’s-Cup-Sieger 1992 mit den Kamloops Blazers

Als Trainer:
- Ed-Chynoweth-Cup-Sieger 2011 mit Kootenay Ice